# Damien Tibéri
Pour les personnes ayant le même patronyme, voir Tiberi.
Damien Tiberi est un footballeur français né le 23 août 1985 à Fréjus (Var). Il évolue au poste de milieu gauche.

## Biographie

### Parcours en club
Formé au Stade raphaëlois, il passe par toutes les catégories d'âge de 1993 à 2003 avant de jouer avec l'équipe première du club, alors en CFA2, à l'âge de 18 ans.
Après treize ans passés dans le club varois, il est repéré par le CS Sedan Ardennes qui lui fait passer un essai à l'intersaison 2006-2007. L'essai est concluant et il signe un contrat de stagiaire dans le club ardennais. Après de bonnes performances avec la réserve sedanaise, il signe son premier contrat professionnel en mai 2007 mais devra néanmoins attendre la saison suivante et la cinquième journée de Ligue 2 pour jouer son premier match contre Ajaccio. Il s'impose progressivement comme titulaire sur la seconde partie de saison et inscrira même son premier but contre Libourne le 2 mai 2008.
Sur la lancée de son début d'année 2008, il obtient la confiance du nouvel entraîneur Landry Chauvin et prolonge même son contrat avec le club en cours d'année avec lequel il est donc lié jusqu'en 2012.
Ayant perdu sa place de titulaire dans son club formateur, il est transféré à un an de la fin de son contrat à l'AC Ajaccio tout juste promu en Ligue 1. Il y a signé pour trois saisons.
Le 19 juin 2013, le Stade Lavallois annonce sa signature au club pour un contrat de deux saisons. Le 20 septembre 2014, il quitte le club. Trois jours plus tard, il s'engage avec le CA Bastia.
Le 24 août 2015 , il s'engage au Grenoble Foot 38.

### En sélection
Le 19 mai 2010, il inscrit son premier but lors de sa première sélection avec la Corse, face à la Bretagne.

#### Buts en sélection
| N° | Date        | Lieu                                 | Adversaire | Score | Résultat | Compétition          |
| -- | ----------- | ------------------------------------ | ---------- | ----- | -------- | -------------------- |
| 1. | 19 mai 2010 | Stade François Coty, Ajaccio, France | Bretagne   | 1–0   | 2-0      | Corsica Football Cup |

### Reconversion
De 2020 à 2022, il est responsable de l'école de football et de la préformation de l'AC Ajaccio. 
En juillet 2022, il devient entraîneur adjoint des U17 nationaux de l'ACA. Lors de la saison 2022-2023, il suit au CNF Clairefontaine la formation au DESJEPS mention football.

## Style de jeu
Milieu gauche de formation, il évolue à ce poste à Sedan jusqu'à l'arrivée de Landry Chauvin. Celui-ci le replace arrière gauche sur quelques matchs, avant de définitivement l'installer à ce poste sur la saison 2010-2011. Des prestations moyennes en défense lui feront retrouver un poste plus avancé sur le terrain.
Il est un redoutable tireur de coups francs, il marquera même des 35 mètres contre Tours sur le premier match de championnat en 2010.

## Carrière
| Saison    | Club              | Pays   | Division | Matchs | Buts |
| --------- | ----------------- | ------ | -------- | ------ | ---- |
| 2006-2007 | CS Sedan Ardennes | France | 1        | 0      | 0    |
| 2007-2008 | CS Sedan-Ardennes | France | 2        | 15     | 1    |
| 2008-2009 | CS Sedan Ardennes | France | 2        | 34     | 6    |
| 2009-2010 | CS Sedan Ardennes | France | 2        | 32     | 0    |
| 2010-2011 | CS Sedan Ardennes | France | 2        | 27     | 1    |
| 2011-2012 | AC Ajaccio        | France | 1        | 28     | 0    |
| 2012-2013 | AC Ajaccio        | France | 1        | 5      | 0    |
| 2013-2014 | Stade lavallois   | France | 2        | 12     | 1    |

## Palmarès
En mai 2010 il remporte la Corsica Football Cup avec la Corse.